# کارگهی
کارگهی یک روستا در ایران است که در شهرستان نهبندان استان خراسان جنوبی واقع شده‌است. کارگهی ۱۸ نفر جمعیت دارد.

## جمعیت
این روستا در دهستان میغان قرار دارد و براساس سرشماری مرکز آمار ایران در سال ۱۳۸۵، جمعیت آن ۱۸ نفر (۷ خانوار) بوده‌است.